# Bestorming van de Amerikaanse ambassade in Pakistan
De bestorming van de Amerikaanse ambassade in Pakistan vond plaats op 21 november 1979.

## Achtergrond
Islamisten onder leiding van Juhayman al-Otaybi hadden op 20 november 1979 de Al-Masjid al-Haram bezet. Vanwege de aanwezigheid van de Kaäba is deze moskee in Mekka de heiligste plek binnen de islam. De Iraanse leider Ayatollah Khomeini beweerde dat de Verenigde Staten achter de aanval zaten. Deze bewering werd de volgende dag in verschillende media herhaald.
Op de ochtend van 21 november was er een kleine demonstratie bij de Amerikaanse ambassade in Islamabad die gericht was tegen de Amerikaanse aanwezigheid in Cambodja en de vermeende betrokkenheid van de Verenigde Staten bij de staatsgreep die Mohammed Zia-ul-Haq in 1977 aan de macht had geholpen. In eerste instantie was er slechts een kleine groep die anti-Amerikaanse leusen schalden. Vervolgens voerde Jamaat-e-Islami, een radicaal-islamitische groep, met bussen honderden demonstranten aan die de ambassade begonnen te bestormen.
Volgens een Amerikaans onderzoek vuurden de demonstranten op een slot van een toegangspoort tot de ambassade. Daarbij zou de kogel zijn afgeketst en werd een van de actievoerders dodelijk getroffen. De demonstranten zouden echter van mening zijn dat de Amerikanen op de menigte hadden gevuurd. Zij begonnen zelf met schieten, waarbij een Amerikaanse marinier werd getroffen die later die dag aan zijn verwondingen overleed.
De Amerikaanse diplomaten, Pakistaan ambassadepersoneel en bezoekers trokken zich terug in een beveiligde ruimte. Niet iedereen slaagde er echter in om die ruimte op tijd te bereiken. Een Amerikaanse legerofficier en twee Pakistaanse stafmedewerkers werden gedood bij de aanval. De ambassade werd in brand gezet, waardoor de temperatuur in de beveiligde ruimte snel opliep. De demonstranten probeerden tevergeefs de toegang tot de afgesloten ruimte te forceren. Intussen grepen de Pakistaanse autoriteiten niet in. President Zia-ul-Haq zou lang hebben gewacht met ingrijpen omdat hij de islamitische radicalen onder zijn aanhang niet van zich zou willen laten vervreemden. Pas toen de nacht viel trokken de aanvallers zich terug en konden de Amerikanen zich naar buiten begeven. De ambassade troffen zij grotendeels verwoest aan.
Direct na de bestorming evacueerde de Amerikaanse regering al het niet-essentiële personeel. De aanval lag extra gevoelig omdat op dat moment de Iraanse gijzelingscrisis net een maand gaande was. De Amerikaanse ambassade in Teheran was bestormd en al het ambassadepersoneel werd vastgehouden.